# Cislago
Cislago is een gemeente in de Italiaanse provincie Varese (regio Lombardije) en telt 9118 inwoners (31-12-2004). De oppervlakte bedraagt 10,9 km², de bevolkingsdichtheid is 909 inwoners per km².
De volgende frazioni maken deel uit van de gemeente: Massina, Santa Maria, Cascina Visconta.

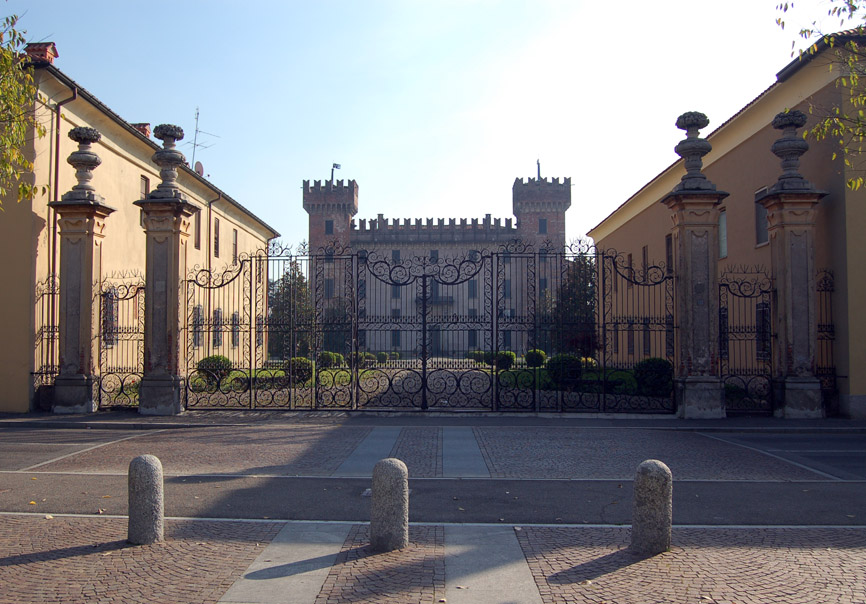
Kasteel van Cislago
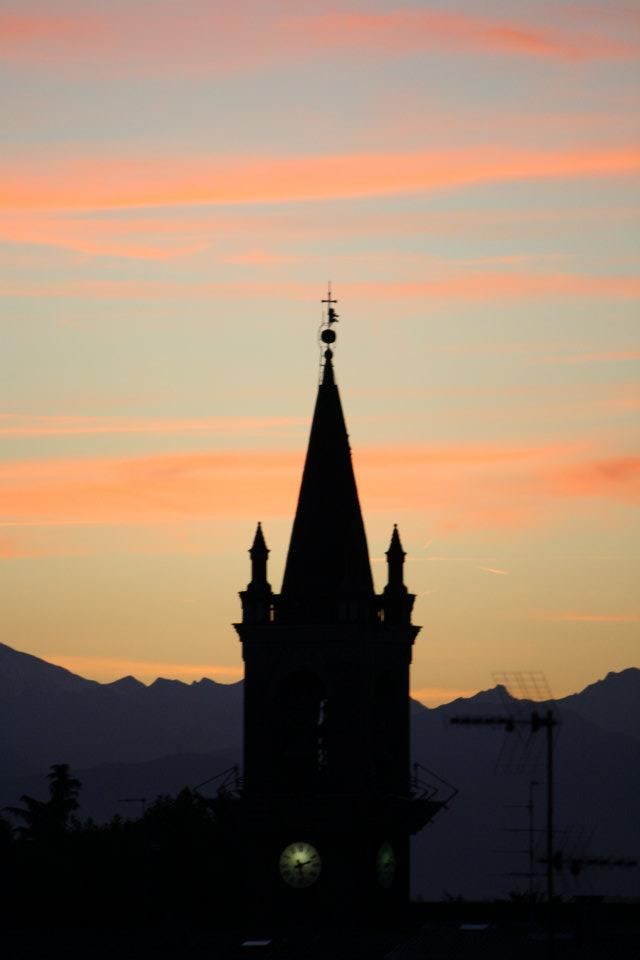
Campanile
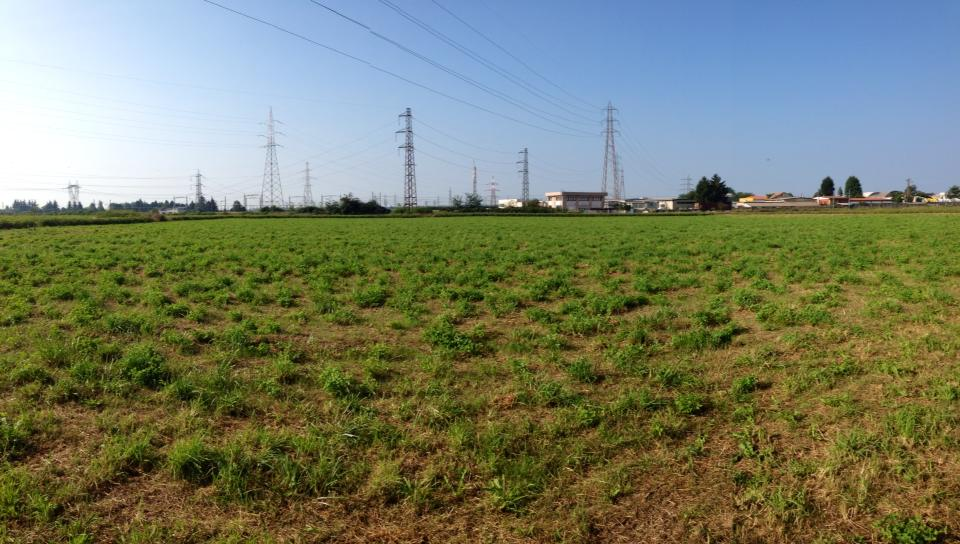
Omgeving van Cislago

## Demografie
Cislago telt ongeveer 3467 huishoudens. Het aantal inwoners steeg in de periode 1991-2001 met 11,0% volgens cijfers uit de tienjaarlijkse volkstellingen van ISTAT.
| Jaar | Inwoneraantal |
| ---- | ------------- |
| 1991 | 7820          |
| 2001 | 8683          |

## Geografie
De gemeente ligt op ongeveer 412 m boven zeeniveau.
Cislago grenst aan de volgende gemeenten: Gerenzano, Gorla Minore, Limido Comasco (CO), Mozzate (CO), Rescaldina (MI), Turate (CO).

## Geboren
- Luigi Monza (22 juni 1898) - Geestelijke